# Párizs–Mulhouse-vasútvonal
A Párizs–Mulhouse-vasútvonal egy kétvágányú, (Noisy-le-Sec–Nogent-Le Perreux között négyvágányú) normál nyomtávolságú, 491 km hosszúságú, részben 25 kV 50 Hz-cel villamosított vasúti fővonal Franciaországban Párizs és Mulhouse között.
A vasútvonalat több szakaszban adták át 1848 és 1858 között. Legelőször a Flamboin-Gouaix-Troyes közötti pálya készült el, majd ezt követte a Párizs-Noisy-le-Sec szakasz 1849-ben, mely a Párizs–Strasbourg-vasútvonal része is egyben.

## Forgalom
A vasútvonalon több különböző vonatnem is közlekedik:
- A RER E járatai Párizs és Gretz-Armainvilliers között;
- A Transilien járatai Gretz-Armainvilliers-ből Longueville-be (Provinsen keresztül);
- A TER Champagne-Ardenne járatai Paris-Est pályaudvarról Culmont-Chalindrey felé;
- a TER Franche-Comté járatai Culmont-Chalindrey Vesoul felé busszal;
- A TER Franche-Comté járatai Vesoulból Belfort felé;
- A TER Alsace járatai Belfortból Mülhausen felé.

## Galéria

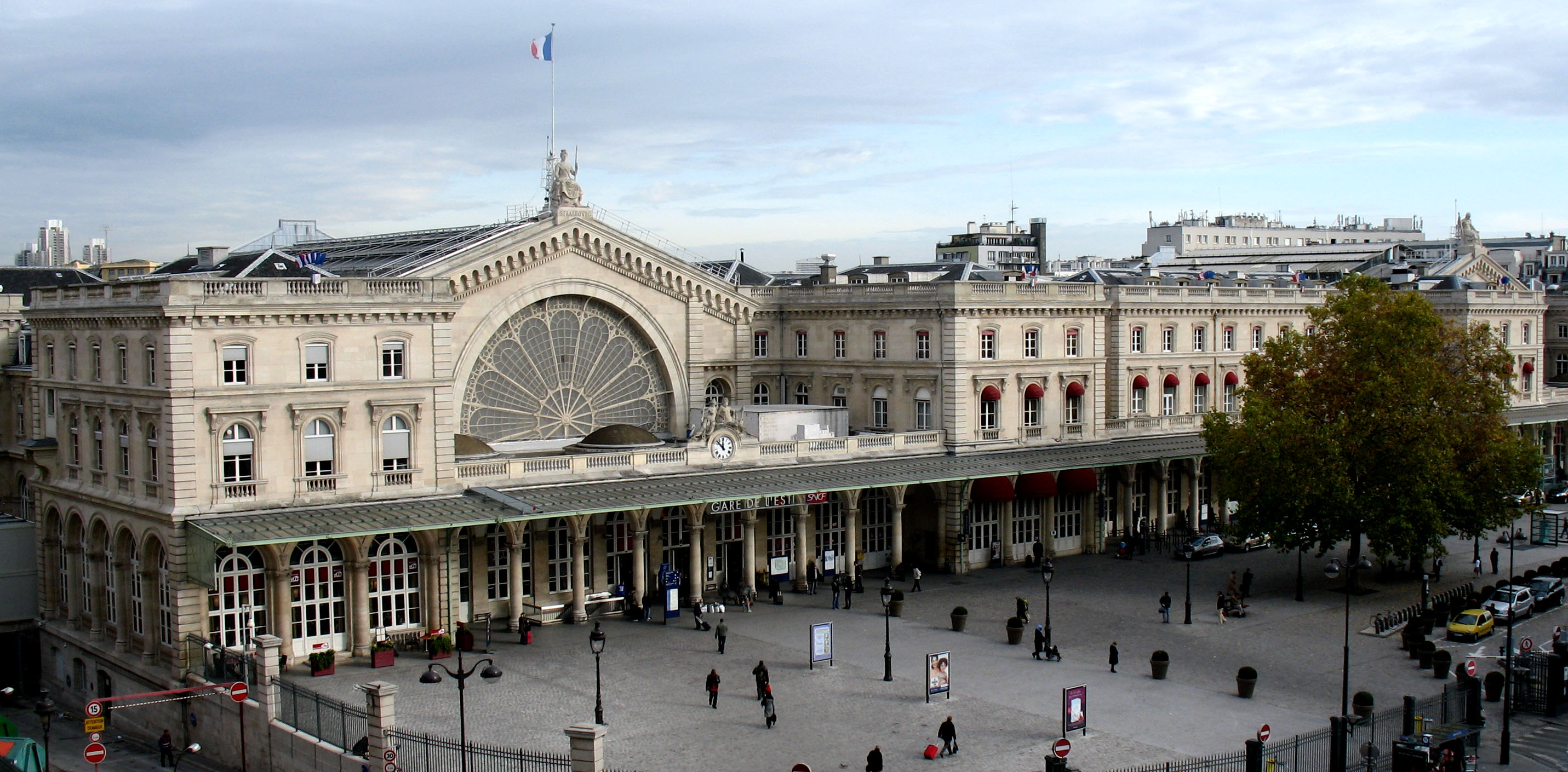
Paris Gare de l’Est
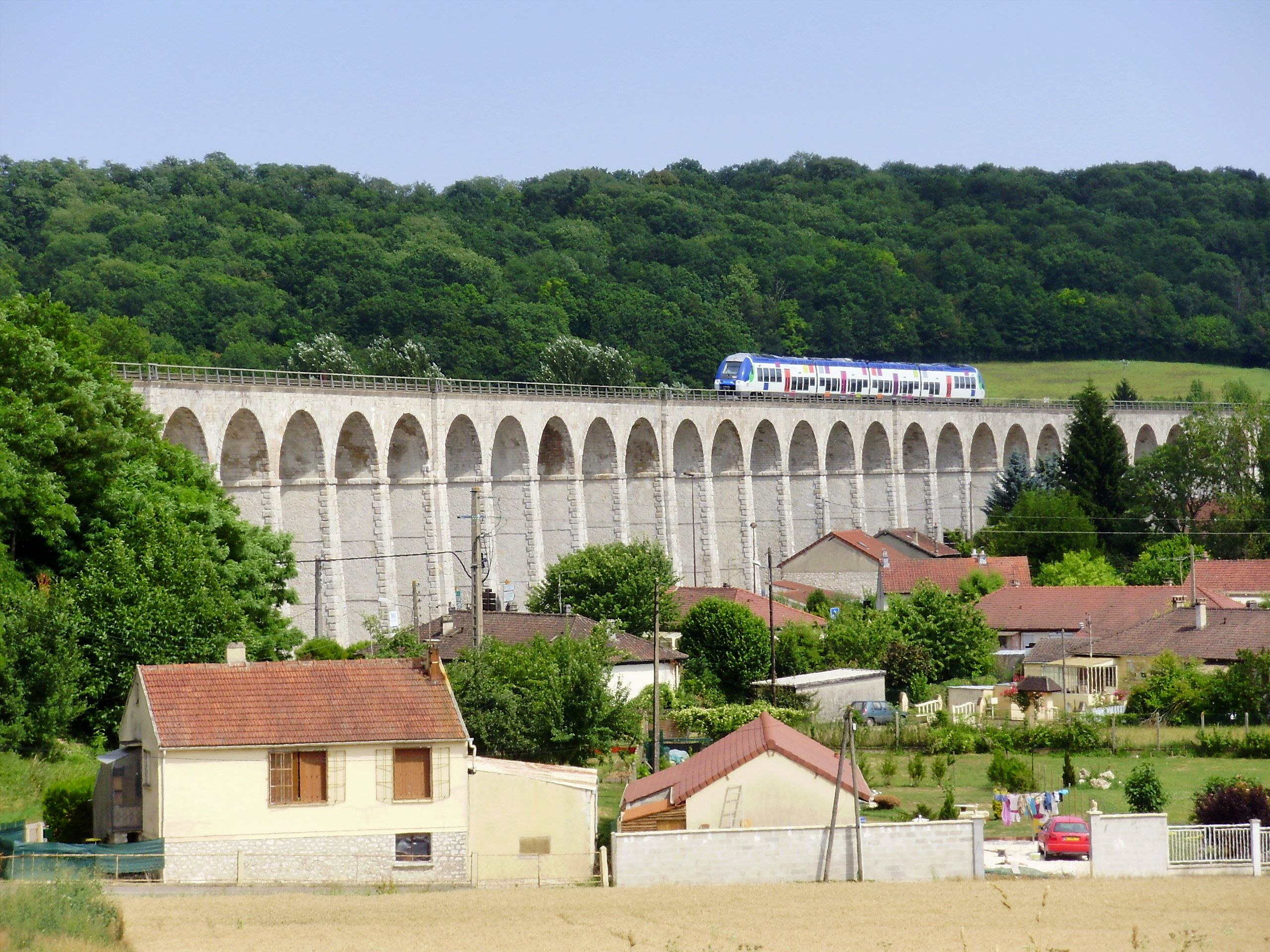
B 82500 sorozatú motorvonat a Longueville viadukton
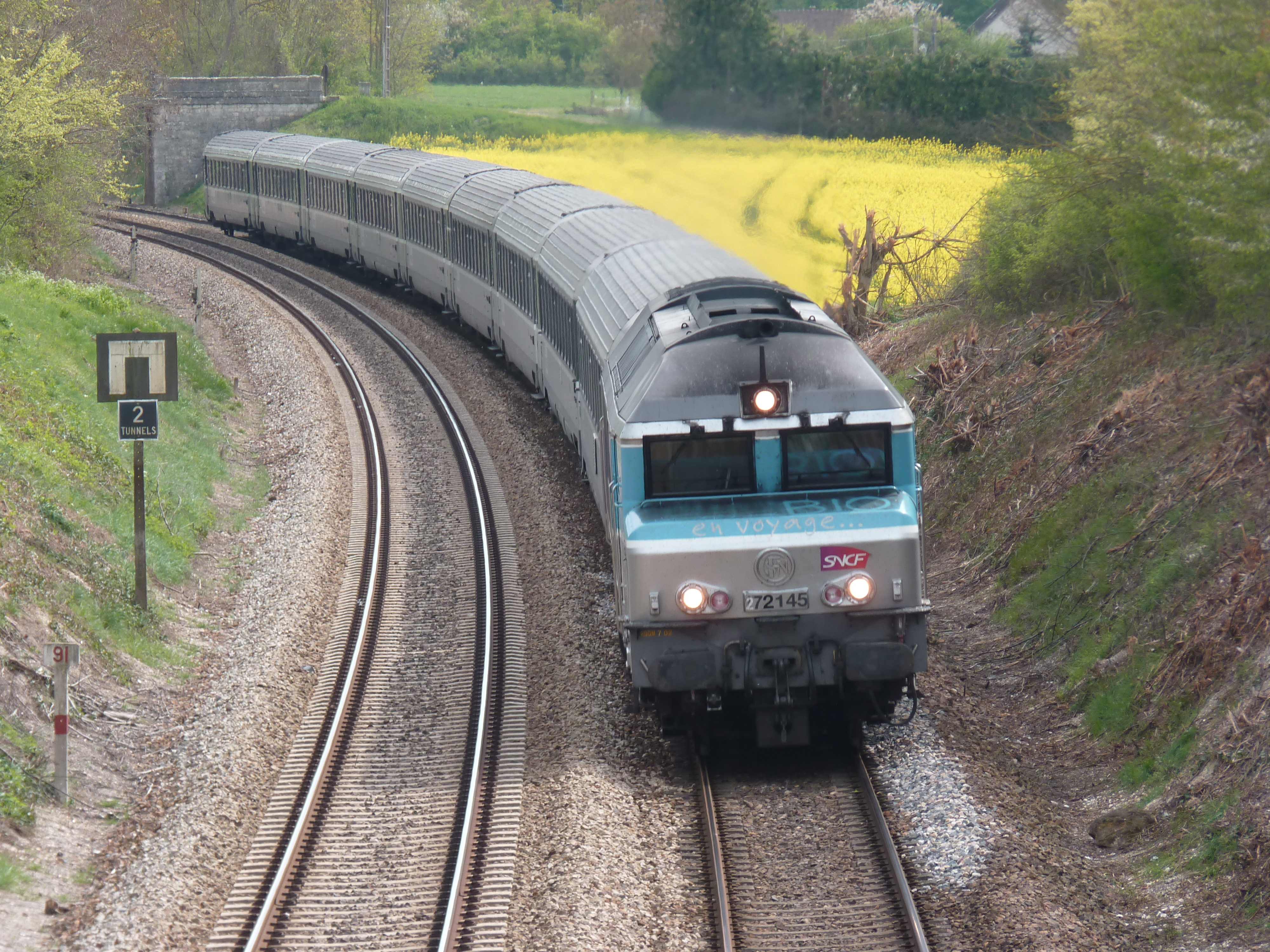
CC 72145 egy Intercités vonattal Párizs és Chalmaison között
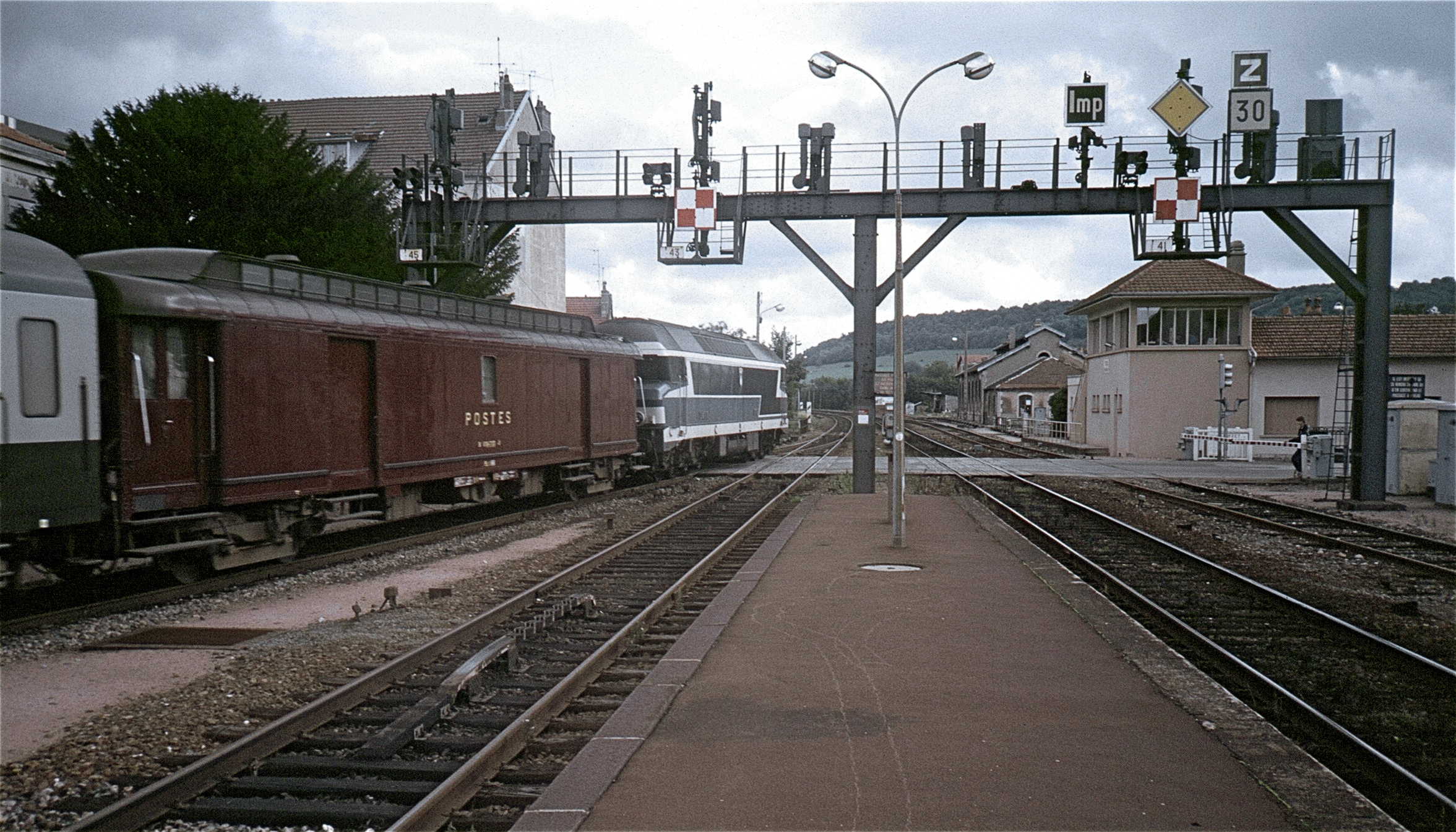
Gyorsvonat Mulhouse közelében a CC 72082 mozdonnyal 1987-ben
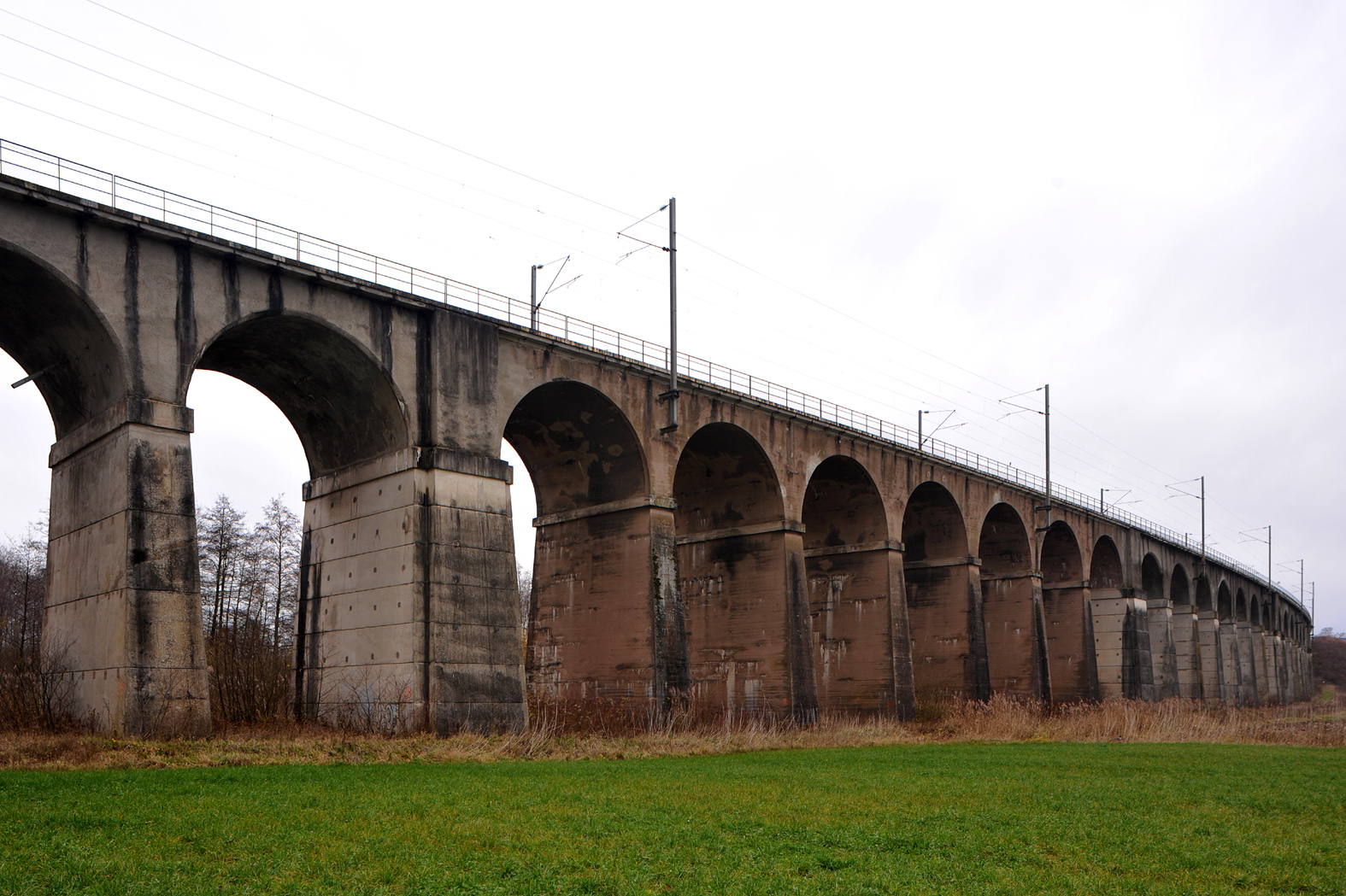
A Ballersdorf viadukt
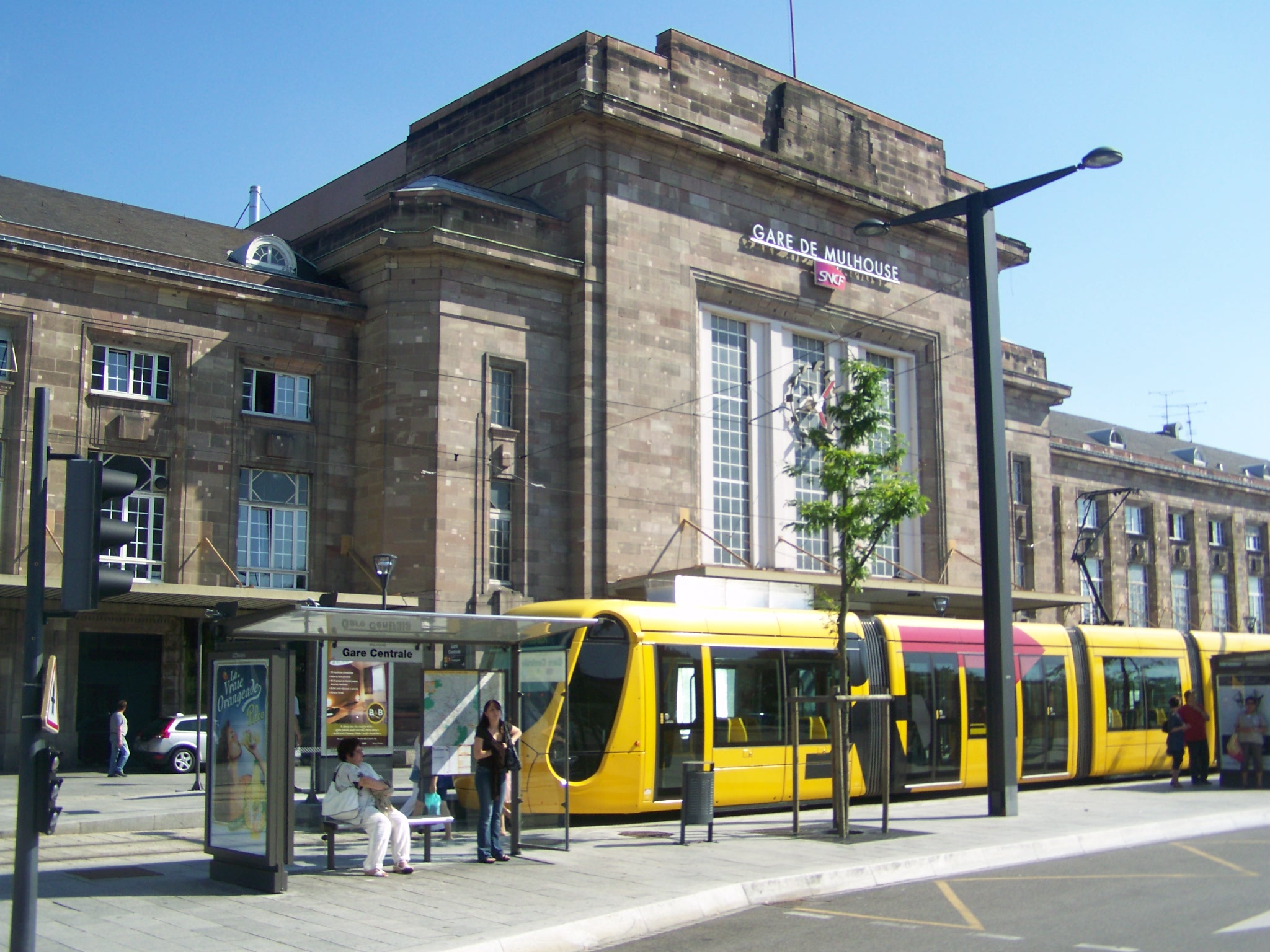
Gare de Mulhouse-Ville